# 25 років Конституції України (срібна монета)
«25 років Конституції України» — пам'ятна срібна монета номіналом 10 гривень, випущена Національним банком України, присвячена 25-річчю прийняття ядра всієї правової системи, яке є сукупністю норм і принципів, що регулюють суспільні відносини, визначають організацію державної влади — Конституції України.
Монета введено в обіг 21 червня 2021 року. Вона належить до серії «Відродження української державності».

## Опис та характеристики монети
| Номінал грн. | Метал           | Маса, грам | Діаметр, мм. | Якість виготовлення       | Гурт                           | Тираж, штук |
| ------------ | --------------- | ---------- | ------------ | ------------------------- | ------------------------------ | ----------- |
| 10           | срібло (Ag 925) | 31.1       | 38,6         | спеціальний анциркулейтед | гладкий із заглибленим написом | 2 500       |

### Аверс

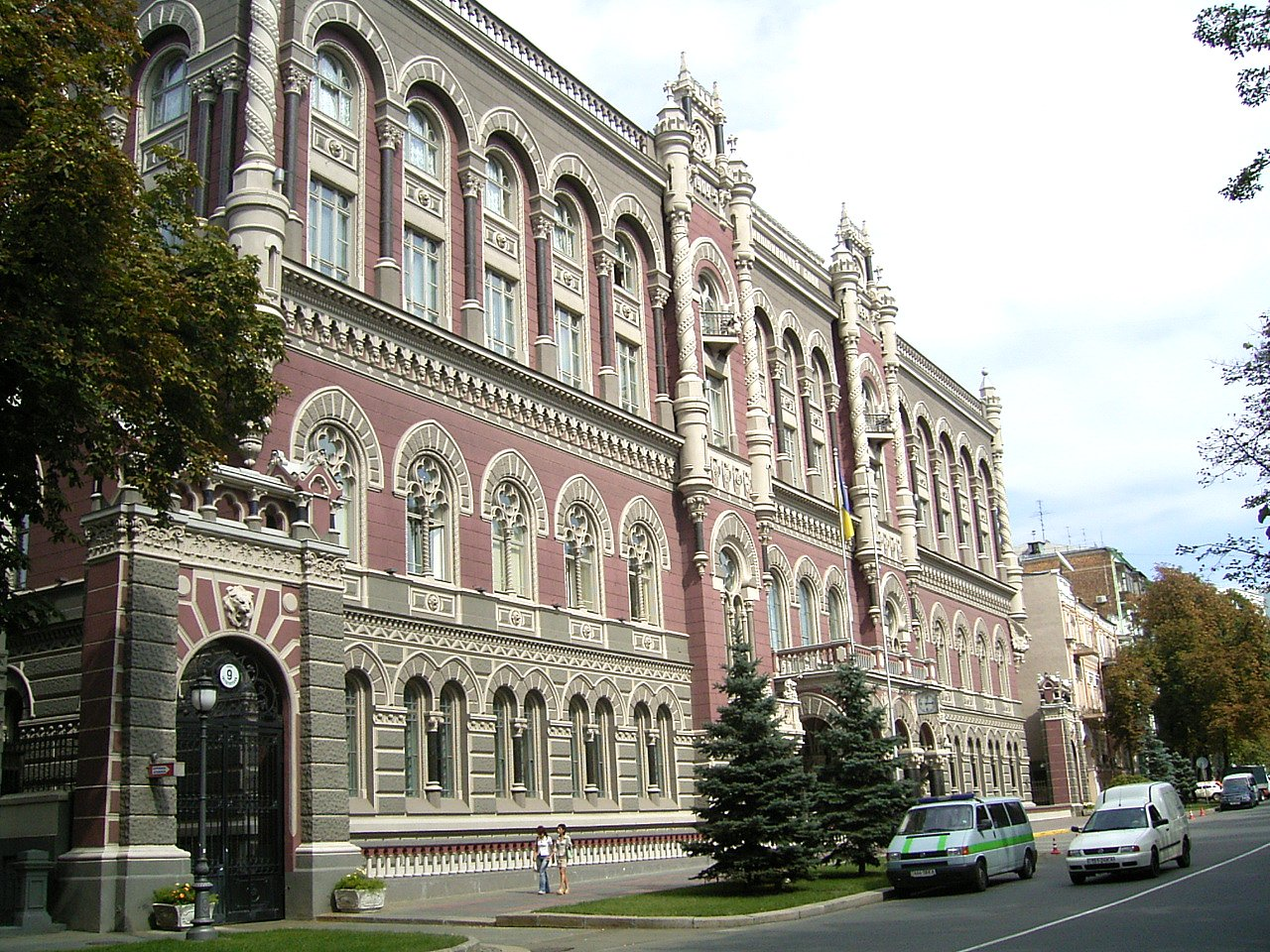
Будівля Національного банку України

На аверсі монет розміщено пазл, контурами якого є мікротекст із цитатими окремих статей Конституції України, розташований на матовому тлі. В центрі аверсу розміщено позолочений малий Державний Герб України. Напис «УКРАЇНА» розміщено угорі, номінал монети — «10 ГРИВЕНЬ» розміщено праворуч від герба, а рік карбування монети — «2021» розташовано унизу.

### Реверс
На реверсі монети зображено складений пазл, де розміщено дзеркальні комплекс силуетних зображень, що уособлює народ України та символізує, що кожен окремий українець є частиною одного цілого, а Конституція України гарантує їх права. Пазл розміщений на матовому тлі. Праворуч в пазлі розміщено малий Державний Герб України та напис «КОНСТИТУЦІЯ УКРАЇНИ».

## Автори
- Художник — Яровий Владислав

- Скульптор: програмне моделювання — Лук'янов Юрій[1]

## Вартість монети
Роздрібна ціна Національного банку України у 2021 році була 1 705 гривень.
Фактична приблизна вартість монети, з роками змінювалася так:

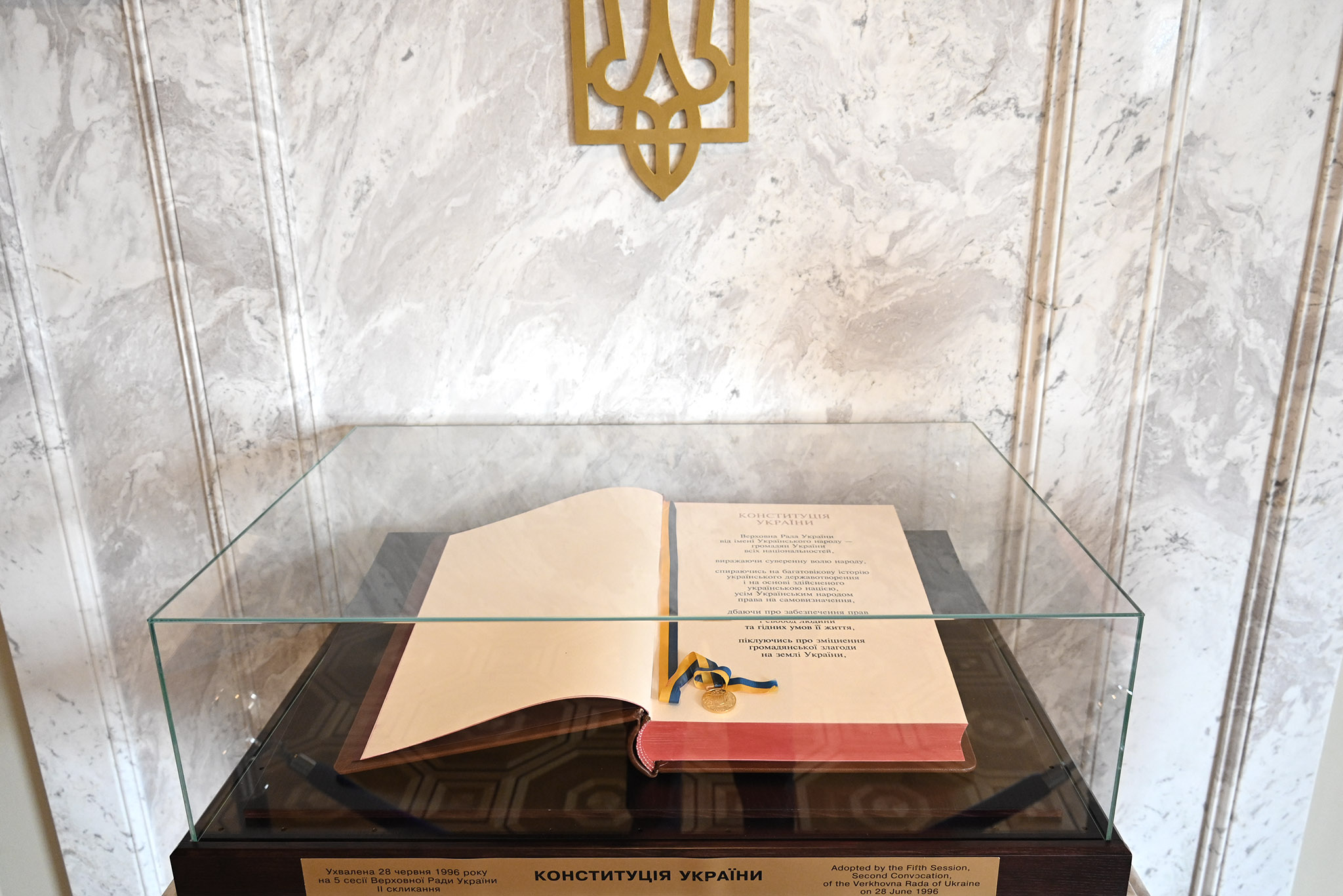
Конституція України (фото заходів щодо відзначення 25-ї річниці із вебсайту Президента України)

| Рік        | 2021  | 2022  | 2023  | 2024  | 2025  |
| ---------- | ----- | ----- | ----- | ----- | ----- |
| Ціна, грн. | 2 200 | 2 200 | 7 200 | 7 800 | 7 300 |